# إيران في الألعاب البارالمبية الصيفية 1992
شاركت إيران في الألعاب البارالمبية الصيفية 2008 والتي أقيمت في برشلونة، إسبانيا، بفريق مكون من 29 رياضي في 3 ألعاب.